# 滨海公园 (海口市)
滨海公园是位于中国海南省海口市滨海路北侧的一个城市公园。 

## 历史

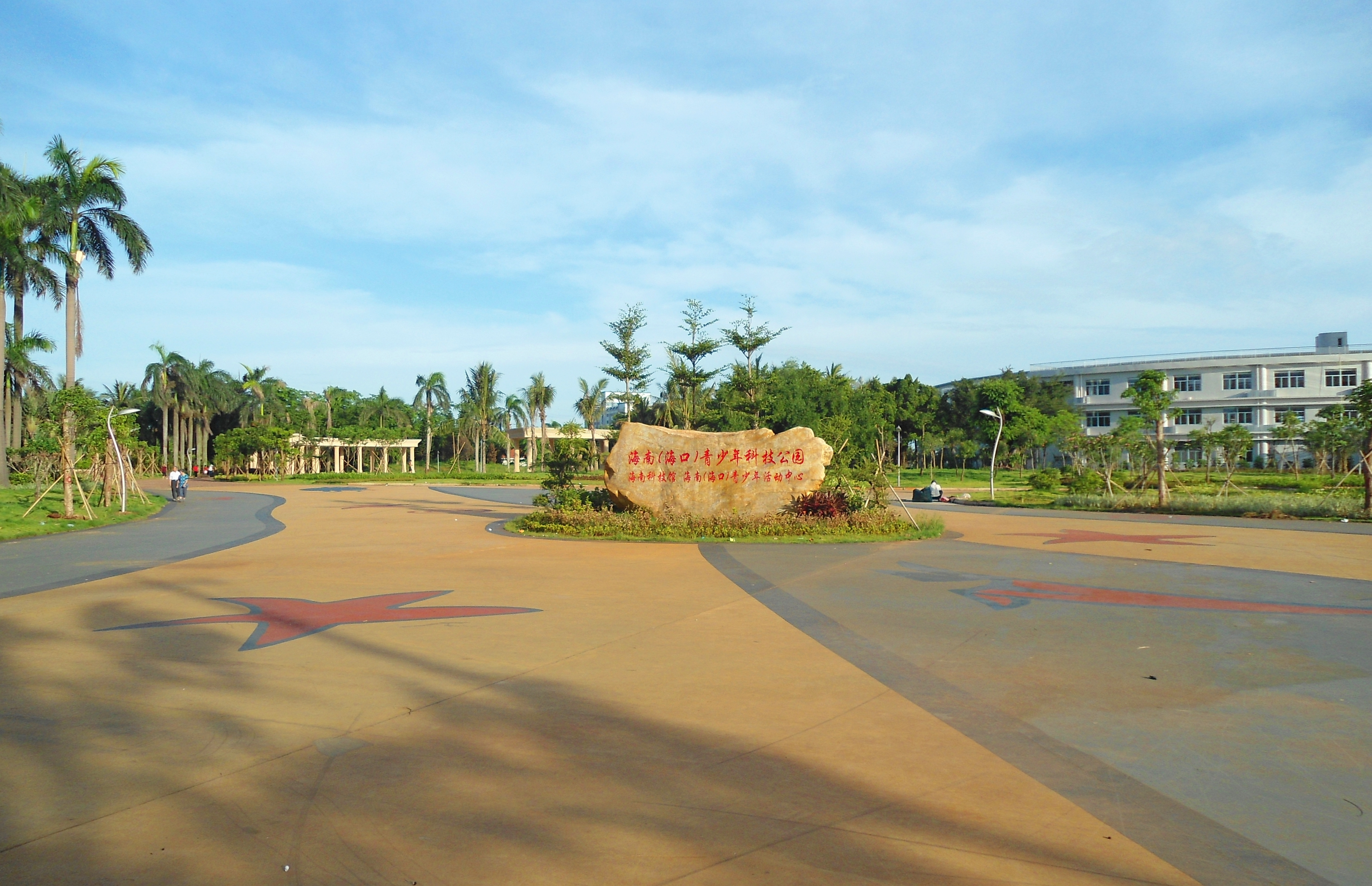
滨海公园正门

2005年后因设施陈旧，园内游乐园被废弃。 2010年年初期经过整修，命名为海南（海口）青年科技园。2015年至2016年左右再次改建为滨海公园，青年科技园名号也被保留。

## 简介
滨海公园面积约250000平方米，正门位于滨海大道海口世纪大桥南端。
公园中央有一个小湖，东岸建筑为青少年宫，公园内有许多健身步道。在上次整修期间，公园纳入了西南角的一片森林。这个以前无人维护的区域被清理干净，并安装了砖路和路灯。
2018年，湖的北岸开始建设海口市民旅游中心，该建筑是中国目前最大的木制屋顶建筑。
除了作为游客的旅游景点外，该公园普遍为周边居民所使用。2016年，滨海公园举办了一次大型三角梅展览。整个公园还种植了许多其他种类的花卉。

## 画廊

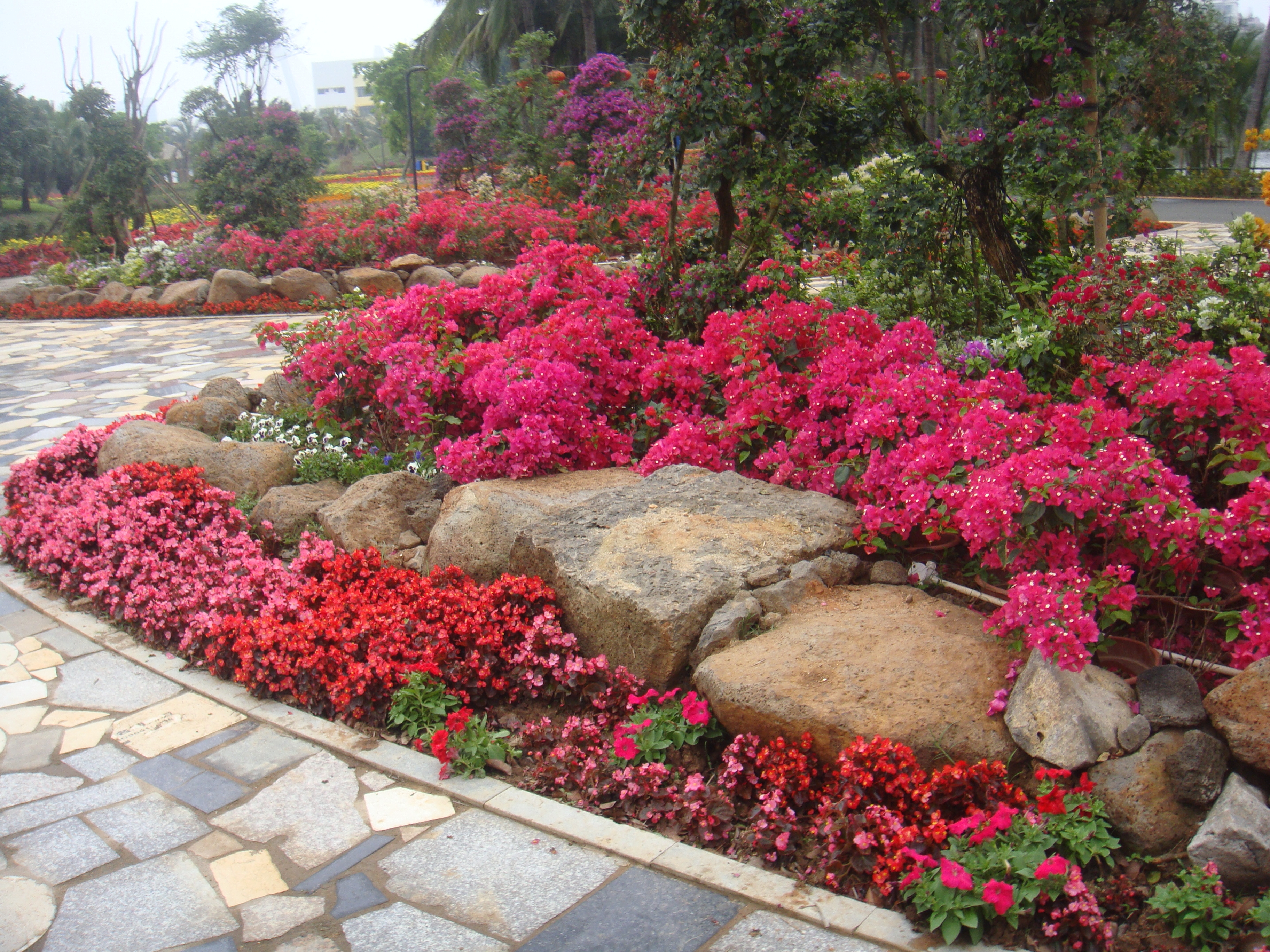
2016年展会期间的九重葛杂交种
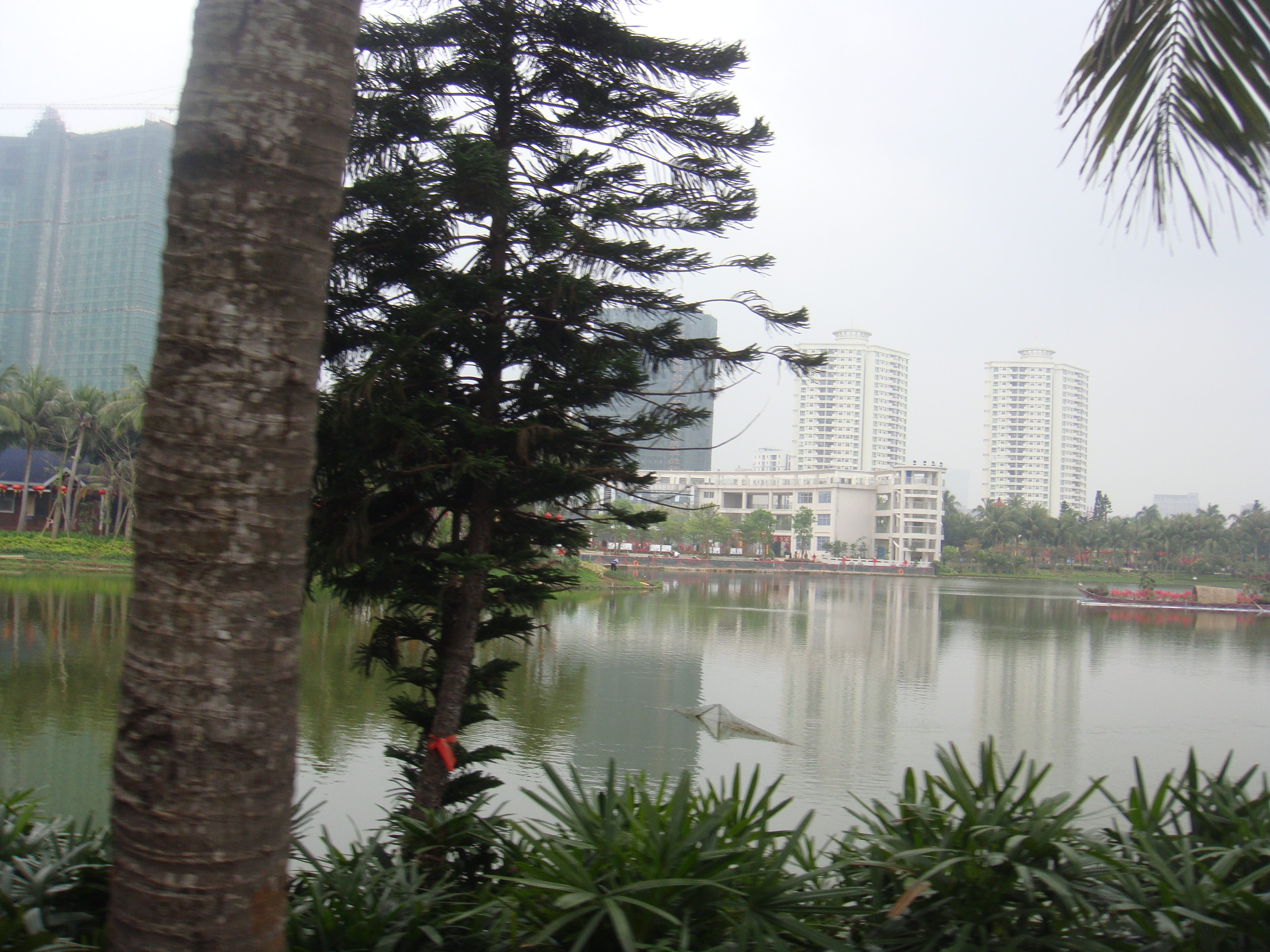
湖
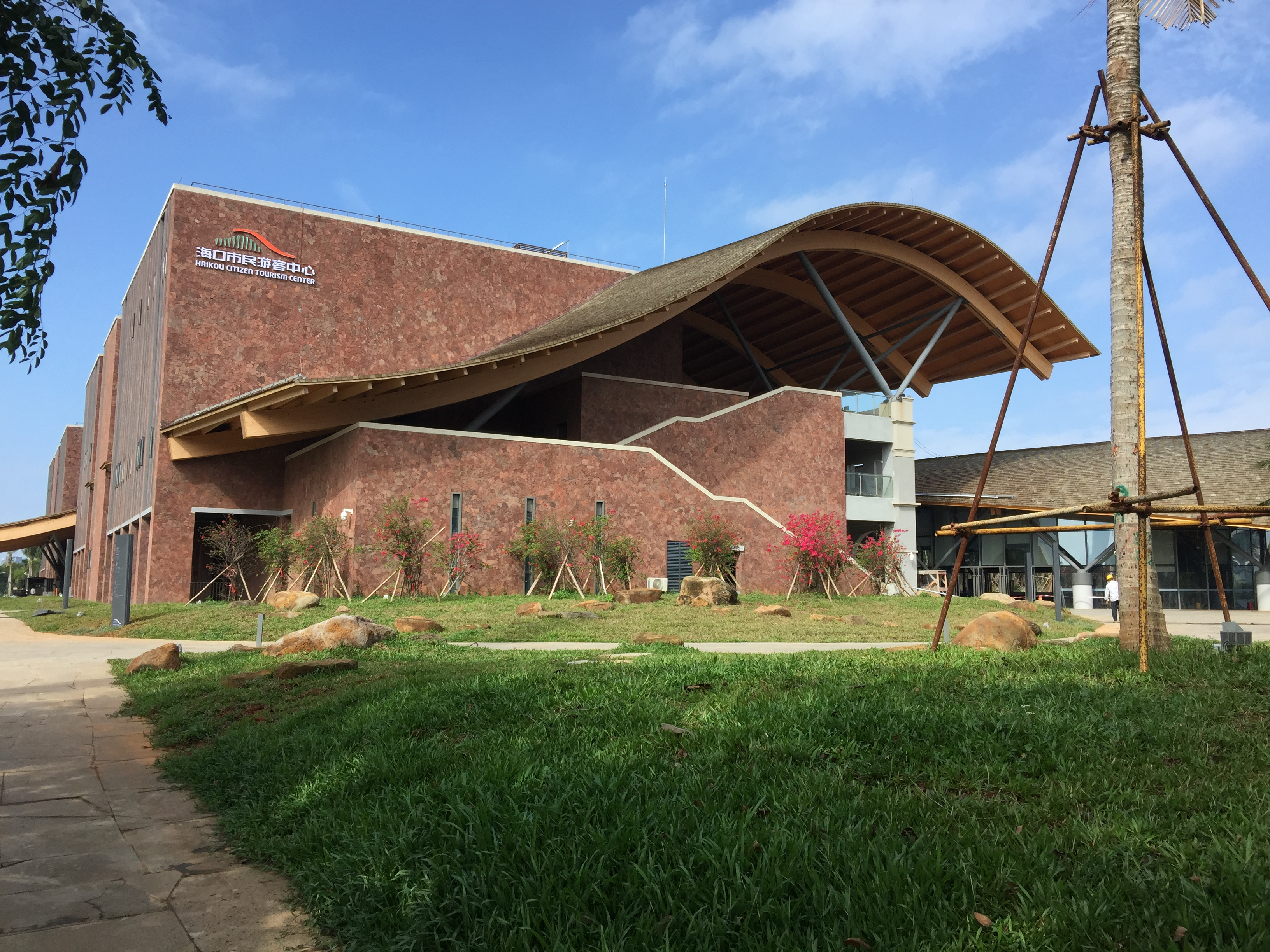
海口市民旅游中心

## 注解
1. ↑  三角梅为海口市花